# Profibus

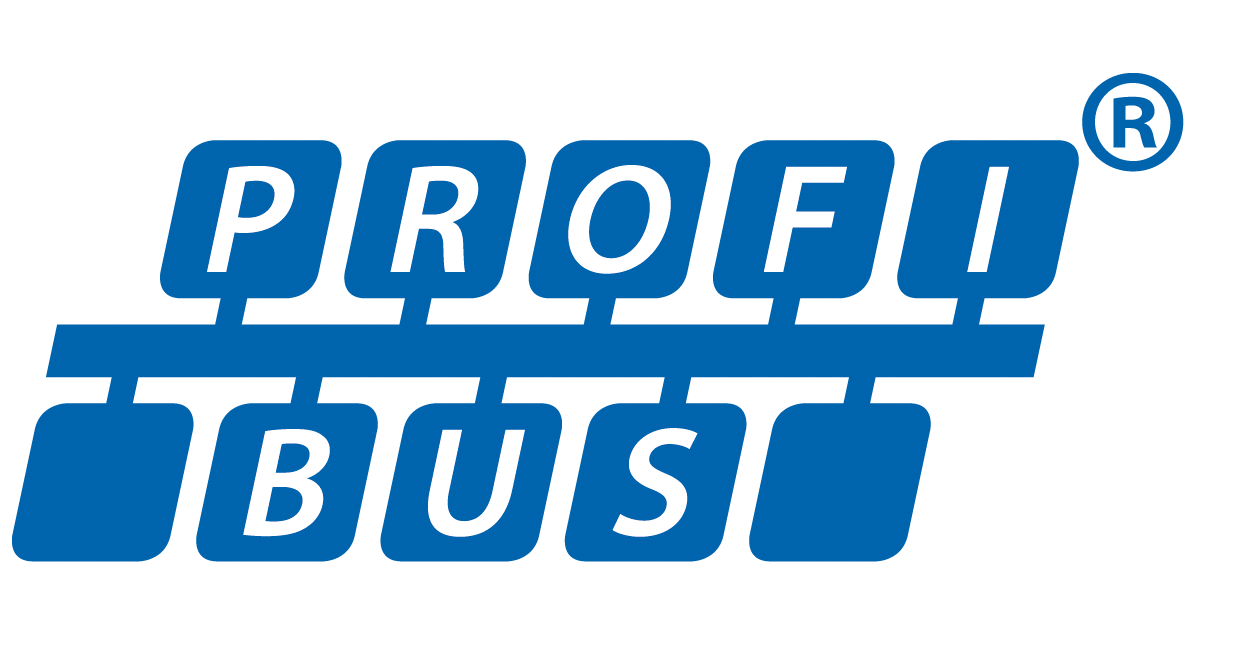
Logo de Profibus.

Profibus (Process Field Bus) est le nom d'un type de bus de terrain propriétaire et de son protocole, inter-automates et de supervision. Il est devenu peu à peu une norme de communication dans le monde de l'industrie ces dix dernières années[Quand ?], mais son usage tend à disparaître au profit d'autres bus de terrain ou de réseaux.

## Historique
En 1987, en Allemagne, 21 entreprises et institutions (parmi lesquelles Siemens) s'associent pour travailler sur un projet appelé « field bus ».  Le but était de développer un bus de terrain à communication série.  Les membres de l'association se sont accordés sur un concept technique commun pour la production et pour les automatismes.  Pour des tâches hautement communicantes, on spécifia le protocole Profibus-FMS (Field bus Message Specification), particulièrement complexe.  Par la suite, en 1993, le protocole Profibus-DP (Decentralized Peripherals) améliora son prédécesseur en termes de simplicité et surtout de rapidité.
Profibus a été repris (avec d'autres) dans la recommandation CEI 61158.
À ce jour dans l'industrie, on trouve essentiellement deux variantes :
- Profibus-DP (Decentralized Peripherals) est utilisé pour connecter des équipements actifs et des détecteurs à un contrôleur central dans des applications de production industrielle. Le bus propose en standard un certain nombre de moyens de diagnostic.
- Moins répandu, Profibus-PA (Process Automation) est utilisé pour des équipements de mesure et de surveillance ; il est particulièrement conçu pour les zones à risques (d'explosion notamment). La couche physique est conforme à IEC 61158-2, permettant d'alimenter les instruments connectés via le bus tout en limitant les courants qui permettraient un risque d'explosion, même en cas de défaut ; cependant cette fonctionnalité limite le nombre d'équipements pouvant être connectés à un même segment de bus PA. Le débit y est limité à 31,25 kbit/s.

Les deux variantes échangeant le même type de trames, deux réseaux DP et PA peuvent être interconnectés à l'aide d'un adaptateur.
Profibus est implanté essentiellement en Europe. En 2009, le nombre de nœuds Profibus installés dépassait 30 millions, dont 5 millions parmi les systèmes industriels. Cependant, les réseaux Ethernet étant largement déployés (en 2012), le protocole Profibus tend à disparaître, au profit de sa déclinaison Profinet ou d'autres options comme Modbus/TCP.

## Technologie
Le bus Profibus-DP (Decentralised Peripheral) (périphérie décentralisée) est utilisé pour la commande déterministe dite "temps réel" de capteurs et d'actionneurs par une commande centrale, par exemple par un automate programmable réalisant des fonctions d'automatisme et de régulation.
Il est utilisé aussi pour la connexion d'une « intelligence distribuée », c'est-à-dire la mise en communication de plusieurs automates les uns avec les autres (de manière analogue au PROFIBUS-FMS). Les débits peuvent atteindre 12 Mbit/s sur STP, UTP, FTP ou fibre optique.
Le bus Profibus-PA (Process Automation) est utilisé, dans le cadre de l'ingénierie de procédé, pour relier des équipements de mesure à un système de pilotage (automatisme, régulation, supervision) de procédé par l'intermédiaire d'une paire de conducteurs portant également l'alimentation de l'instrumentation (vanne de régulation, capteurs, etc.).
Siemens étant propriétaire de ce protocole, il est logique que la majorité des automates qu'il propose dispose nativement d'une interface Profibus-DP pour le dialogue avec le PC de programmation, supportant aussi le protocole MPI. Mise à part sa fonction servant à lier le PC de programmation à la CPU, le Profibus-DP peut servir de liaison entre un maître (par exemple la CPU) et ses esclaves (ET, Micromaster, IM...). 
On reconnaît facilement un réseau Profibus-DP à la couleur de son câble : violet. En l'ouvrant, on distingue deux fils : un vert et un rouge, nommés respectivement "A" et "B". En général, les connecteurs Profibus sont des connecteurs DE-9 plus ou moins standards. Le fil "A" est relié à la pin no 8 du connecteur DE-9, tandis que le fil "B" est relié à la pin no 3. La communication sur cette paire torsadée d'impédance caractéristique de 150 ohms est du type RS-485 et se fait en mode NRZ à l'instar de nombreux autres protocoles sur ce support physique.
Profibus-PA est reconnaissable à son câble bleu, les informations y circulent à 31,25 kBauds en mode FSK superposées à l'alimentation 24 V des capteurs et actionneurs. Cela se traduit par une réduction drastique du câblage et une grande simplicité.   
| Débits (kbit/s)      | 9,6   | 19,2  | 45,45 | 93,75 | 187,5 | 500 | 1 500 | 3 000 | 6 000 | 12 000 |
| Longueur segment (m) | 1 200 | 1 200 | 1 200 | 1 200 | 1 000 | 400 | 100   | 100   | 100   | 100    |

Du fait des ASICs utilisés dans les cartes d'interface, la vitesse généralement utilisée est de 12 000 kb/s, soit 12,5 Mb/s, ce qui est de très loin supérieur aux protocoles plus anciens, comme Modbus/RTU qui utilise de simples ports série, ce qui reporte la totalité de la gestion aux unités centrales des automates ou PC qui les hébergent, donc limite la vitesse effective de rafraîchissement des informations.
Nombre maximum de stations par segment : 32